# Přijíždí teta Irma
Přijíždí teta Irma (v anglickém originále Aunt Irma Visits) je šestý díl první série britského sitcomu z prostředí informačních technologií Ajťáci. Poprvé byla epizoda odvysílána 3. března 2006. České premiéry se díl dočkal 30. května 2008.

## Synopse
Roy a Maurice Moss se chovají podrážděně. Jejich nadřízená Jen Barber má své dny a oba technici si nejsou jisti, jestli „teta Irma“ nepřijela na návštěvu i k nim. Moss chodí na terapie k atraktivní doktorce Mendallové, která vypadá jako Royova matka.

## Příběh
Projekt Icarus zvýšil efektivitu ve firmě Reynholm Industries a šéf Denholm Reynholm udílí během oslavy pochvaly. Ocení právníky, účetní a dokonce i trojici uklízečů WC Pakoše, Magora a Čmáru. IT pracovníky však nezmíní. Roy s Mossem se cítí ukřivdění.
Na pracovišti se Jen svěří, že má své dny. Chlapci zpočátku nechápou, o co jde, první to dojde Royovi, který to musí Mossovi napovědět zmíněním první scény filmu Carrie. Jen přiznává, že je teď docela přecetlivělá a náchylná ke snadnému vytočení a prosí oba techniky, aby to vzali v potaz. Roy chápavě přitakává a bere do ruky kladivo, aby si spravil šuplík. Jen se změní ve fúrii a Roy pochopí, že si nemá zahrávat.
Moss jde na terapii k doktorce Mendallové, starší atraktivní psychiatričce. Mendallová mu oznámí, že další sezení jsou zbytečná, protože Moss je v pořádku. Ten ale chce na terapie docházet dál a tak lže, že má deprese a temné myšlenky. Když to na doktorku nezabírá, dopálí se a uteče z místnosti.
Roy za pomoci technického zařízení vykrádá jídelní automat. Přistihne ho Denholm a kupodivu jej neobviňuje, ale dodatečně jej pochválí za přínos IT oddělení v projektu Icarus. Roy je naměkko.
V suterénu IT pracoviště jsou Moss i Roy čím dál víc podrážděnější. Jen nadhodí, že symptomy jsou obdobné jako u ní. Moss neváhá a okamžitě zašle e-mail s dotazem ostatním „ajťákům“, v němž popíše své a Royovi potíže. Mail se lavinovitě rozšíří a zanedlouho jsou oba počítačoví experti na internetu terčem mnoha vtipů. K dostání je dokonce tričko s portréty Roye a Mosse v dámských šatech.
V televizi běží záběry na probíhající nepokoje. Účastníci jsou z IT komunity:
V TOKIU DVA DESIGNÉŘI HER BĚSNILI V NÁKUPNÍM CENTRU A VYPLAŠILI PSA. V HAMBURKU SKUPINA VÝVOJÁŘŮ SOFTWARU HULÁKALA NA AUTOBUS...
Roy chce vzrůstající napětí nějak zastavit a přes značné riziko jde k Jen do kanceláře. Ptá se, co má dělat, aby se situace uklidnila. Jen navrhne společnou dámskou jízdu. Mezitím Mosse navštíví doktorka Mendallová a vyzná se mu, že jí není lhostejný. Roy je spolu nachytá ve velmi blízkém postoji. Když Mendallová odejde z kanceláře, řekne svému kolegovi, že vypadá přesně jako jeho matka.
Roy, Moss a Jen si společně pouštějí filmy a jsou ve vzájemném porozumění. Nakonec se „dámy“ rozhodnou, že navštíví děkovný večírek. Je to přece jen i jejich zásluha. Tady se Moss zpáruje se svou psychiatričkou a Roy jde pít s Jen. Zábava je v plném proudu, Roy tančí s Jen, doktorka Mendallová s Mossem a Denholm Reynholm sám.
Ráno otevře Jen oči a obává se, že se vyspala s Royem. Ozve se spláchnutí a z koupelny vyjde Moss. Jen vykřikne hrůzou...
Roy se probudí a doktorka Mendallová mu nese k posteli čaj. Roy v hrůze vykřikne...
Denholm se probouzí a zjistí, že vedle něj leží Richmond Avenal. Oba se na sebe podívají a unisono vykřiknou...
„Uáááááááááááááááá!!!“

## Obsazení
Vedlejší role v epizodě „Přijíždí teta Irma“:
| Herec / herečka | Hraje          | Role          |
| --------------- | -------------- | ------------- |
| Frances Barber  | dr. Mendallová | psychiatrička |

## Kulturní odkazy
- Roy Trenneman odkáže na scénku z amerického horroru z roku 1976 Carrie.[3][4]
- Jen Barber během společné akce s Royem a Mossem přinese dva filmy ke sledování - americkou komedii z roku 1988 Beaches a film z roku 1987 Hříšný tanec. Ještě předtím trojice sledovala americký romantický film z roku 1989 Ocelové magnólie.[3][5]
- Roy poznamená směrem k Mossovi ohledně nové psychiatričky ve firmě "Dr. Melfi to your Tony Soprano", což je odkaz na americký seriál z roku 1999 Rodina Sopránů (anglicky The Sopranos).[3][6]